# Élections municipales de 2021 dans Le Rocher-Percé
Pour un article plus général, voir Élections municipales de 2021 en Gaspésie–Îles-de-la-Madeleine.
Cet article concerne les élections municipales de 2021 en Gaspésie–Îles-de-la-Madeleine dans la municipalité régionale de comté du Rocher-Percé.

## Chandler
|             | Élection (2017)                                                                                | Dissolution (2021)                                                                             | Élection (2021)                                                                                       |
| Maire       | Louisette Langlois                                                                             | Louisette Langlois                                                                             | Gilles Daraiche                                                                                       |
| Conseillers | Bruno-Pierre Godbout Meggie Ritchie Denis Pelchat Richard Duguay Donald Vachon Gaétan Daraiche | Bruno-Pierre Godbout Meggie Ritchie Denis Pelchat Richard Duguay Donald Vachon Gaétan Daraiche | Bruno-Pierre Godbout Meggie Ritchie Josée Collin Raynald Leblanc Pierre-Luc Arsenault Gaétan Daraiche |

| Taux de participation :                | Taux de participation :                | Taux de participation :                | Taux de participation :                | Taux de participation :                | 58,1 % |
| Nombre de votes valides :              | Nombre de votes valides :              | Nombre de votes valides :              | Nombre de votes valides :              | Nombre de votes valides :              | 3 730  |
| Nombre de votes rejetées à la mairie : | Nombre de votes rejetées à la mairie : | Nombre de votes rejetées à la mairie : | Nombre de votes rejetées à la mairie : | Nombre de votes rejetées à la mairie : | 14     |
| Nombre d'électeurs inscrits :          | Nombre d'électeurs inscrits :          | Nombre d'électeurs inscrits :          | Nombre d'électeurs inscrits :          | Nombre d'électeurs inscrits :          | 6 443  |

| Candidats pour la mairie                 | Vote  | %     |
| ---------------------------------------- | ----- | ----- |
| Gilles Daraiche                          | 1 843 | 49,41 |
| Denis Pelchat (Sortant d'un autre poste) | 1 375 | 36,86 |
| Marie Claire Blais                       | 512   | 13,73 |

| Candidats district 1 - Newport | Vote | %     |
| ------------------------------ | ---- | ----- |
| Bruno-Pierre Godbout (Sortant) | 446  | 59,55 |
| Claude Grenier                 | 303  | 40,45 |

| Candidats district 2 - Pabos Mills | Vote | %     |
| ---------------------------------- | ---- | ----- |
| Meggie Ritchie (Sortante)          | 604  | 88,18 |
| François Bouchard                  | 81   | 11,82 |

| Candidats district 3 - Chandler Ouest | Vote            | %               |
| ------------------------------------- | --------------- | --------------- |
| Josée Collin (Sortant)                | Sans opposition | Sans opposition |

| Candidats district 4 - Chandler Est | Vote | %     |
| ----------------------------------- | ---- | ----- |
| Raynald Leblanc                     | 301  | 53,94 |
| Marcel Lavoie                       | 123  | 22,04 |
| Winnita Vallée                      | 95   | 17,03 |
| Normand Kearney                     | 39   | 3,99  |

| Candidats district 5 - Pabos | Vote | %     |
| ---------------------------- | ---- | ----- |
| Pierre-Luc Arsenault         | 294  | 52,22 |
| Nadine Broom                 | 176  | 31,26 |
| Donald Vachon (Sortant)      | 65   | 11,55 |
| Marc-André Dupuis            | 28   | 4,97  |

| Candidats district 6 - Saint-François | Vote | %     |
| ------------------------------------- | ---- | ----- |
| Gaétan Daraiche (Sortant)             | 366  | 67,40 |
| Monique Travers                       | 103  | 18,97 |
| Monique Duguay                        | 74   | 13,63 |

## Grande-Rivière
|             | Élection (2017)                                                                              | Dissolution (2021)                                                                           | Élection (2021)                                                                       |
| Maire       | Gino Cyr                                                                                     | Gino Cyr                                                                                     | Gino Cyr                                                                              |
| Conseillers | Valérie Langelier Christian Moreau Léopold Briand Lucie Nicolas Gaston Leblanc Denis Beaudin | Valérie Langelier Christian Moreau Léopold Briand Lucie Nicolas Gaston Leblanc Denis Beaudin | Denis Anderson Carol Moreau Léopold Briand Lucie Nicolas Gaston Leblanc Denis Beaudin |

| Candidats pour la mairie | Vote            | %               |
| ------------------------ | --------------- | --------------- |
| Gino Cyr (Sortant)       | Sans opposition | Sans opposition |

| Candidats district #1 | Vote | %     |
| --------------------- | ---- | ----- |
| Denis Anderson        | 83   | 67,48 |
| Sophie Chabot         | 40   | 32,52 |

| Candidats district #2      | Vote | %     |
| -------------------------- | ---- | ----- |
| Carol Moreau               | 152  | 54,09 |
| Christian Moreau (Sortant) | 129  | 45,91 |

| Candidats district #3    | Vote            | %               |
| ------------------------ | --------------- | --------------- |
| Léopold Briand (Sortant) | Sans opposition | Sans opposition |

| Candidats district #4    | Vote            | %               |
| ------------------------ | --------------- | --------------- |
| Lucie Nicolas (Sortante) | Sans opposition | Sans opposition |

| Candidats district #5    | Vote            | %               |
| ------------------------ | --------------- | --------------- |
| Gaston Leblanc (Sortant) | Sans opposition | Sans opposition |

| Candidats district #6   | Vote            | %               |
| ----------------------- | --------------- | --------------- |
| Denis Beaudin (Sortant) | Sans opposition | Sans opposition |

## Percé
|             | Élection (2017) | Dissolution (2021) | Élection (2021) |
| Maire       | Cathy Poirier | Cathy Poirier | Cathy Poirier |
| Conseillers | Doris Bourget Jerry Sheehan Magella Warren Allyson Cahill-Vibert Andréanne Trudel Vibert Doris Réhel Robert Daniel Nicolas Ste-Croix | Doris Bourget Jerry Sheehan Magella Warren Allyson Cahill-Vibert Andréanne Trudel Vibert Doris Réhel Jonathan Côté Nicolas Ste-Croix | Allyson Cahill-Vibert Shanna Roussy Michel Rail Yannick Cloutier Gaétan Hautcoeur Doris Réhel Jonathan Côté Nicolas Ste-Croix |

| Taux de participation :                | Taux de participation :                | Taux de participation :                | Taux de participation :                | Taux de participation :                | 45,9 % |
| Nombre de votes valides :              | Nombre de votes valides :              | Nombre de votes valides :              | Nombre de votes valides :              | Nombre de votes valides :              | 1 277  |
| Nombre de votes rejetées à la mairie : | Nombre de votes rejetées à la mairie : | Nombre de votes rejetées à la mairie : | Nombre de votes rejetées à la mairie : | Nombre de votes rejetées à la mairie : | 19     |
| Nombre d'électeurs inscrits :          | Nombre d'électeurs inscrits :          | Nombre d'électeurs inscrits :          | Nombre d'électeurs inscrits :          | Nombre d'électeurs inscrits :          | 2 826  |

| Candidats pour la mairie | Vote | %     |
| ------------------------ | ---- | ----- |
| Cathy Poirier            | 684  | 53,56 |
| Olivier Lafontaine       | 593  | 46,44 |

| Candidats district #1                             | Vote            | %               |
| ------------------------------------------------- | --------------- | --------------- |
| Allyson Cahill-Vibert (Sortante d'un autre poste) | Sans opposition | Sans opposition |

| Candidats district #2   | Vote | %     |
| ----------------------- | ---- | ----- |
| Shanna Roussy           | 121  | 72,02 |
| Jerry Sheehan (Sortant) | 45   | 26,79 |
| Michel Després          | 2    | 1,19  |

| Candidats district #3    | Vote | %     |
| ------------------------ | ---- | ----- |
| Michel Rail              | 122  | 60,10 |
| Magella Warren (Sortant) | 59   | 29,06 |
| Raphaël Blais            | 22   | 10,84 |

| Candidats district #4 | Vote | %     |
| --------------------- | ---- | ----- |
| Yannick Cloutier      | 157  | 67,38 |
| Clifford Vibert       | 76   | 32,62 |

| Candidats district #5 | Vote | %     |
| --------------------- | ---- | ----- |
| Gaétan Hautcoeur      | 108  | 61,71 |
| Guillaume Arbour      | 67   | 38,29 |

| Candidats district #6 | Vote            | %               |
| --------------------- | --------------- | --------------- |
| Doris Réhel (Sortant) | Sans opposition | Sans opposition |

| Candidats district #7   | Vote            | %               |
| ----------------------- | --------------- | --------------- |
| Jonathan Côté (Sortant) | Sans opposition | Sans opposition |

| Candidats district #8       | Vote            | %               |
| --------------------------- | --------------- | --------------- |
| Nicolas Ste-Croix (Sortant) | Sans opposition | Sans opposition |

## Port-Daniel–Gascons
|             | Élection (2017)                                                                                 | Dissolution (2021)                                                                              | Élection (2021)                                                                                     |
| Maire       | Henri Grenier                                                                                   | Henri Grenier                                                                                   | Henri Grenier                                                                                       |
| Conseillers | Hartley Lepage Mireille Langlois Denis Langlois Marc-Aurèle Blais Marie-Ève Allain Sylvie Blais | Hartley Lepage Mireille Langlois Denis Langlois Marc-Aurèle Blais Marie-Ève Allain Sylvie Blais | François Beaudin Jo-Annie Castilloux Denis Langlois Marc-Aurèle Blais Marie-Ève Allain Sylvie Blais |

| Candidats conseiller #6 | Vote            | %               |
| ----------------------- | --------------- | --------------- |
| Henri Grenier (Sortant) | Sans opposition | Sans opposition |

| Candidats district #1 | Vote | %     |
| --------------------- | ---- | ----- |
| François Beaudin      | 146  | 72,64 |
| Richard Dea           | 55   | 27,36 |

| Candidats district #2       | Vote | %     |
| --------------------------- | ---- | ----- |
| Jo-Annie Castilloux         | 163  | 62,93 |
| Mireille Langlois (Sortant) | 96   | 37,07 |

| Candidats district #3    | Vote | %     |
| ------------------------ | ---- | ----- |
| Denis Langlois (Sortant) | 169  | 80,86 |
| Louis Cleodore Langlois  | 40   | 19,14 |

| Candidats district #4       | Vote | %     |
| --------------------------- | ---- | ----- |
| Marc-Aurèle Blais (Sortant) | 132  | 73,33 |
| Alfred Parisé               | 48   | 26,67 |

| Candidats district #5       | Vote | %     |
| --------------------------- | ---- | ----- |
| Marie-Ève Allain (Sortante) | 130  | 56,03 |
| Daniel Huard                | 102  | 43,97 |

| Candidats district #6   | Vote | %     |
| ----------------------- | ---- | ----- |
| Sylvie Blais (Sortante) | 159  | 73,27 |
| Anie Anglehart          | 58   | 26,73 |

## Sainte-Thérèse-de-Gaspé
|             | Élection (2017)                                                                              | Dissolution (2021)                                                                           | Élection (2021)                                                                                      |
| Maire       | Roberto Blondin                                                                              | Roberto Blondin                                                                              | Roberto Blondin                                                                                      |
| Conseillers | Nadine Lelièvre Patrick Lebreux Jacques Desbois Roland Vallée Jeannot Couture Jacques Roussy | Nadine Lelièvre Patrick Lebreux Jacques Desbois Roland Vallée Jeannot Couture Jacques Roussy | Nadine Lelièvre Patrick Lebreux Dorine Langlais Marcoux Roland Vallée Jeannot Couture Jacques Roussy |

| Taux de participation :                | Taux de participation :                | Taux de participation :                | Taux de participation :                | Taux de participation :                | 62,6 % |
| Nombre de votes valides :              | Nombre de votes valides :              | Nombre de votes valides :              | Nombre de votes valides :              | Nombre de votes valides :              | 547    |
| Nombre de votes rejetées à la mairie : | Nombre de votes rejetées à la mairie : | Nombre de votes rejetées à la mairie : | Nombre de votes rejetées à la mairie : | Nombre de votes rejetées à la mairie : | 8      |
| Nombre d'électeurs inscrits :          | Nombre d'électeurs inscrits :          | Nombre d'électeurs inscrits :          | Nombre d'électeurs inscrits :          | Nombre d'électeurs inscrits :          | 887    |

| Candidats pour la mairie                   | Vote | %     |
| ------------------------------------------ | ---- | ----- |
| Roberto Blondin (Sortant)                  | 306  | 55,94 |
| Jacques Desbois (Sortant d'un autre poste) | 241  | 44,06 |

| Candidats district #1      | Vote            | %               |
| -------------------------- | --------------- | --------------- |
| Nadine Lelièvre (Sortante) | Sans opposition | Sans opposition |

| Candidats district #2     | Vote            | %               |
| ------------------------- | --------------- | --------------- |
| Patrick Lebreux (Sortant) | Sans opposition | Sans opposition |

| Candidats district #3   | Vote | %     |
| ----------------------- | ---- | ----- |
| Dorine Langlais Marcoux | 52   | 46,43 |
| Joé Lelièvre            | 51   | 45,54 |
| Jean-Marie Cyr          | 9    | 8,04  |

| Candidats district #4   | Vote            | %               |
| ----------------------- | --------------- | --------------- |
| Roland Vallée (Sortant) | Sans opposition | Sans opposition |

| Candidats district #5     | Vote            | %               |
| ------------------------- | --------------- | --------------- |
| Jeannot Couture (Sortant) | Sans opposition | Sans opposition |

| Candidats district #6    | Vote            | %               |
| ------------------------ | --------------- | --------------- |
| Jacques Roussy (Sortant) | Sans opposition | Sans opposition |